# Іґнацій Кошембар-Лисковський
Іґнацій Кошембар-Лисковський (1864—1945) — польський правознавець-романіст, цивіліст, історик права. Професор, академік Польської академії знань. Займав низку адміністративних посад в університетах Фрібура (Швейцарія), Львова та Варшави; ректор Варшавського університету (1923—1924).